# نصرت أباد (شيخ موسي)
نصرت أباد (بالفارسية: نصرت‌آباد) هي قرية تقع في إيران في قسم شیخ موسي الريفي. يقدر عدد سكانها بـ 794 نسمة .